# Mémorial de la bataille d'Angleterre
Ne doit pas être confondu avec Mémorial de la bataille d'Angleterre (Capel-le-Ferne).

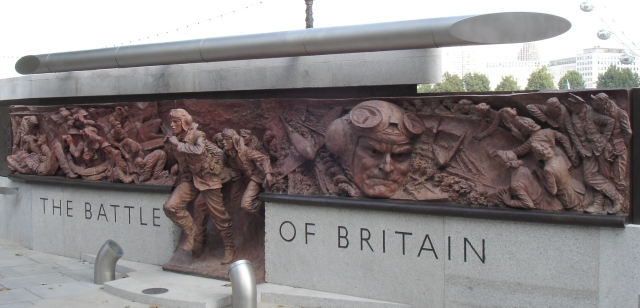
Partie du mémorial

Le Mémorial de la bataille d'Angleterre à Londres est une sculpture sur le Victoria Embankment surplombant la Tamise dans le centre de Londres, en Angleterre, qui rend hommage à ceux qui ont pris part à la bataille d'Angleterre pendant la Seconde Guerre mondiale. Il a été dévoilé le 18 septembre 2005, lors du 65e anniversaire de la bataille, par le Prince de Galles et la duchesse de Cornouailles, en présence de nombreux aviateurs survivants connus collectivement comme The Few.
Le monument a été conçu par Bill Bond, fondateur de la Battle of Britain Historical Society. Le monument est d’une longueur de plus de 24 mètres, d’une hauteur de deux mètres et d’une largeur de deux mètres, ses panneaux regroupent les noms de tous ceux qui ont participé à la bataille d’Angleterre. Les reliefs en bronze, du sculpteur Paul Day, sont disposés de chaque côté d’une allée piétonne. L’élément central du relief qui fait face au chemin représente les pilotes qui se dirigent à la hâte vers leurs appareils. Les hommes et les femmes des équipes au sol, les systèmes radar, la production d’aéronefs, les services de sauvetage et la population civile sont également représentés en bronze.